# Hunters Creek Village
Hunters Creek Village is een plaats (city) in de Amerikaanse staat Texas, en valt bestuurlijk gezien onder Harris County.

## Demografie
Bij de volkstelling in 2000 werd het aantal inwoners vastgesteld op 4374.
In 2006 is het aantal inwoners door het United States Census Bureau geschat op 4487, een stijging van 113 (2,6%).

## Geografie
Volgens het United States Census Bureau beslaat de plaats een oppervlakte van
5,0 km², geheel bestaande uit land.

## Plaatsen in de nabije omgeving
De onderstaande figuur toont nabijgelegen plaatsen in een straal van 4 km rond Hunters Creek Village.